# Listă de președinți ai Ungariei

## Președinți ai Ungariei începând din 1919
| |                     |                                               |                                                                                                  |
| Partid                                                                                                 | Președinte          | Perioada                                      | Remarcări                                                                                        |
| Ungaria își declară independență față de Austria la 17 octombrie 1918, se înființează prima Republică. |                     |                                               |                                                                                                  |
| Partid independent                                                                                     | Mihály Károlyi      | 21 martie 1919 -                              | prim-ministru                                                                                    |
| |                     | 21 martie 1919 - 6 august                     | neașezat                                                                                         |
| | Prințul József      | 6 august 1919 - 23 octombrie                  | Este Guvernatorul, prin Carol al IV-lea. Carol l-a desemnat înainte de revoluție                 |
| | István Friedrich    | 23 octombrie 1919 - 24 noiembrie              | S-a desemnat singur după ce puterile Antantei l-au demisionat dar n-a fost recunoscut de nimeni. |
| |                     | 24 noiembrie 1919 - 1 martie 1920             | neașezat (scaunul gol)                                                                           |
| Întoarcerea monarhiei                                                                                  |                     |                                               |                                                                                                  |
| | Miklós Horthy       | 1 martie 1920 - 16 octombrie 1944             |                                                                                                  |
| Partidul Săgetar Cruciat                                                                               | Ferenc Szálasi      | 18 octombrie 1944 - 28 martie 1945            | "Conducătorul Națiunii"                                                                          |
| Republica II                                                                                           |                     |                                               |                                                                                                  |
| Partid Țărănesc și partid Popular                                                                      | Zoltán Tildy        | 2 februarie 1946 - 2 august 1948              |                                                                                                  |
| Partidul M.D.P Comunist                                                                                | Árpád Szakasits     | 2 august 1948 - 23 august 1949                |                                                                                                  |
| Republica Populară Ungară                                                                              |                     |                                               |                                                                                                  |
| Partidul Muncitoresc                                                                                   | Árpád Szakasits     | 23 august 1949 - 26 aprilie 1950              | Președintele Consiliului                                                                         |
| Partidul Muncitoresc                                                                                   | Sándor Rónai        | 26 aprilie 1950 - 14 august 1952              | Președinte al partidului Consiliul Național                                                      |
| Partidul Muncitoresc, mai târziu M.S.P Partid Socialist Maghiar                                        | Dobi István         | 14 august 1952 - 13 aprilie 1967              | Președinte Consiliu Național                                                                     |
| M.S.P Partidul Socialist Maghiar                                                                       | Pál Losonczi        | 13 aprilie 1957 - 25 iunie 1987               | Președintele Consiliului                                                                         |
| M.Sz.M.P Partidul Socialist Maghiar                                                                    | Károly Németh       | 25 iunie 1987 - 29 iunie 1988                 | Președintele Consiliului                                                                         |
| M.Sz.M.P Partidul Socialist Maghiar                                                                    | Brunó Ferenc Straub | 29 iunie 1988 - 18 octombrie 1989             | președinte Consiliului                                                                           |
| Republica III                                                                                          |                     |                                               |                                                                                                  |
| M.Sz.M.P Partidul Socialist Maghiar                                                                    | Mátyás Szűrös       | 18 octombrie 1989 - 2 mai 1990                | Președinte temporar                                                                              |
| | Árpád Göncz         | 21 mai 1990 - 4 august 2000                   | înainte era membru al partidului Democrat (în maghiară: Szabad Demokraták Szövetsége)            |
| | Ferenc Mádl         | 4 august 2000 - 4 august 2005                 | înainte era membru al partidului democrat (în maghiară: Magyar Demokrata Fórum)                  |
| | László Sólyom       | 5 august 2005 - 6 august 2010                 |                                                                                                  |
| | Pál Schmitt         | 6 august 2010 - 2 aprilie 2012 (a demisionat) |                                                                                                  |
| | László Kövér        | 2 aprilie 2012 - 10 mai 2012                  |                                                                                                  |
| | János Áder          | 10 mai 2012 - 10 mai 2022                     |                                                                                                  |
| | Katalin Novák       | 10 mai 2022 - 26 februarie 2024               |                                                                                                  |
| | László Kövér        | 26 februarie 2024 - 5 martie 2024             |                                                                                                  |
| | Tamás Sulyok        | 5 martie 2024 - prezent                       |                                                                                                  |